# Azteca América
Azteca América (произношение — «Астека Америка» — от испанского «ацтекская Америка») — испаноязычная телевизионная сеть, базирующаяся в Лос-Анджелесе, США. Это североамериканская версия крупнейшего мексиканского телеканала TV Azteca. Её программы разнообразны и включают теленовеллы, футбольные матчи мексиканской лиги, новости, а также реалити-шоу и эстрадные программы.
В дополнение к эфирному цифровому телевизионному сигналу на более чем 60 рынках США с сильным присутствием латиноамериканцев, Azteca также доступна по кабелю и спутнику, охватывая 89% латиноамериканского населения, проживающего в Соединённых Штатах.
16 июля 2016 года Azteca América стала третьей телевизионной сетью, ориентированной на латиноамериканскую аудиторию, которая развернула программы в высоком разрешении, уступив только своим крупнейшим конкурентам Univisión и Telemundo. Был заметен рост и в аудитории, и в расширении программ.
31 декабря 2022 года Azteca America прекратила свою деятельность.

## История
Станция была основана в результате союза между мексиканской телекомпанией TV Azteca и компанией Pappas Telecasting, до этого владевшей некоторыми телевизионными станциями в США. В объявлении, сделанном 8 сентября 2000 года, говорилось, что новейший латиноамериканский телеканал, ориентированный на публику в США, выйдет в эфир со второго квартала 2001 года, столкнувшись с уже традиционными Univisión и Telemundo. В то время Azteca владела только 20% акций станции, внося свой вклад в различные программы, которые должны были транслироваться в дома в Соединённых Штатах, Канаде и Пуэрто-Рико, в то время как Pappas Telecasting владела оставшимися 80%, и планировалось иметь телевизионные станции не менее чем на десяти рынках (три из них уже принадлежат Pappas, а остальные семь находятся в процессе приобретения). Смелый проект означал, что Pappas и Azteca вместе инвестировали около 500 миллионов долларов США в реализацию станции, ещё 450 миллионов долларов США из бюджета были выделены на приобретение других станций по всей стране и кредит в размере 129 миллионов долларов США. Ожидалось, что к 2002 году будет охвачено от 65% до 70% латиноамериканского населения США.
На предварительной презентации сети в Нью-Йорке 13 мая 2014 года сеть объявила, что изменит своё название на просто Azteca, сославшись на то, что это изменение «отражает основную аудиторию сети, аудиторию, состоящую из сегмента рынка, который составляет самую большую часть латиноамериканского рынка США». Позже в том же месяце сеть поэтапно представила обновлённый брендинг в эфире. Azteca постепенно увеличивает долю рынка по сравнению со своими более крупными конкурентами благодаря стратегическим изменениям, инициированным президентом-генеральным директором Мануэлем Абудом, который был президентом группы станций Telemundo до прихода в Azteca в 2014 году.
21 октября 2022 года INNOVATE Corp. объявила, что Azteca América прекратит свою деятельность 31 декабря после 22 лет работы в качестве конкурента ведущих испанских сетей Univision и Telemundo. До объявления INNOVATE продавала большую часть станций полной мощности, которыми управляет Azteca América, и начала уведомлять филиалы и рекламных партнёров о запланированном закрытии сети. Кроме того, TV Azteca заключила соглашение о контенте и совместном производстве с конкурентом Estrella TV, согласно которому её новостные и развлекательные программы будут интегрированы в расписание этой сети. Сеть прекратила вещание 1 января 2023 года, около 00:59, после выхода в эфир Ya Cayó Renovado. Ещё до закрытия сети был закрыт сайт Azteca América — 26 декабря 2022 года.

## Станции
Сеть Azteca ранее состояла из 64 станций, 27 из которых принадлежали Azteca America. Во многих районах США, где сеть не была доступна через вещательное телевидение, Azteca предоставила национальную кабельную сеть, которая распространяется напрямую поставщикам кабельного, спутникового телевидения и IPTV в качестве альтернативного метода распространения на рынках без наличия или спроса на местную станцию, находящуюся в собственности и управлении или аффилированную с ней.